# SWEET AMAZING
SWEET AMAZING（スウィート・アメイジング）はSUGIURUMNの6枚目のシングルである。

## 解説
- 本作ではCOLDFEETのLori Fineをフィーチャーしている。

- 数あるスギウラムの曲の中でも人気があり代表作のひとつでもある。

- カップリングでは『electrify my love』のリミックスと『SWEET AMAZING』のダブバージョンが収録されている。

- また本作リリース後にMALAWI ROCKSが主宰のダンスレーベルNITELIST MUSICからアナログ盤がリリースされる。

## 収録曲

### CD
1. sweet amazing
  - featuring Lori Fine(COLDFEET)
2. electrify my love(Infusion Remix)
  - Infusionによるリミックス、後にリミックスアルバムHouse beat Evolutionに収録される。
3. sweet amazing(dub)
  - 本作のみ収録のダブバージョン

### アナログ盤
- 2005年9月30日発売
- 販売元 NITELIST MUSIC

A面
1. SWEET AMAZING Feat. Lori Fine (ORIGINAL MIX)

B面
1. SWEET AMAZING Feat. Lori Fine (Malawi Rocks Remix)
  - MALAWI ROCKSによるリミックス、後にリリースされるシングルBoogie Nightsに収録されている。